# نوک‌آباد (ایرندگان، دو)
نوک‌آباد روستایی در دهستان کهنوک بخش ایرندگان شهرستان خاش استان سیستان و بلوچستان ایران است.

## جمعیت
بر پایه سرشماری عمومی نفوس و مسکن در سال ۱۳۹۵ جمعیت این مکان ۴۱ نفر (۱۴خانوار) بوده‌است.